# Дециметрові хвилі
Дециметро́ві хви́лі (ДМХ, англ. Ultra high frequency, UHF) — частотний діапазон електромагнітного випромінювання, радіохвилі з довжиною хвилі від 1 м до 10 см, що відповідає частоті від 300 МГц до 3 ГГц (ультрависокі частоти, УВЧ).

## Характеристики
Для передачі дециметрових хвиль, як правило, використовуються коаксіальні кабелі. При передачі за допомогою антени використовуються параболічні антени або антени «хвильовий канал». При поширенні уздовж земної поверхні дециметрові хвилі поширюються тільки в межах прямої видимості і передача, при нормальних умовах, більш ніж на 100 кілометрів утруднена. Дальність прийому сигналу може бути збільшена за рахунок здатності дециметрових хвиль розсіюватися на неоднорідностях тропосфери.

## Застосування
Дециметрові хвилі широко використовуються в техніці для наступних цілей:
- радіорелейний зв'язок
- радіолокація
- телебачення
- стільниковий зв'язок

Також дециметрові хвилі застосовуються в медицині (дециметрова терапія) для лікування ревматичних захворювань.[джерело?]